# Daan Hoole
Daan Hoole (Zuidland, 22 de fevereiro de 1999) é um desportista neerlandês que compete no ciclismo na modalidade de rota. Ganhou uma medalha de bronze no Campeonato Europeu de Ciclismo em Estrada de 2021, na prova de contrarrelógio sub-23.

## Medalheiro internacional
| Campeonato Europeu | Campeonato Europeu | Campeonato Europeu | Campeonato Europeu    |
| Ano                | Lugar              | Medalha            | Competição            |
| ------------------ | ------------------ | ------------------ | --------------------- |
| 2021               | Trento ( Itália)   | Medalha de bronze  | Contrarrelógio sub-23 |

## Palmarés
- 2021
  - Coppa della Pace
  - 3.º no Campeonato Europeu Contrarrelógio sub-23